# Jakub Serafin
Jakub Serafin (Olsztyn, 25 maggio 1996) è un calciatore polacco, centrocampista del Puszcza Niepołomice.

## Carriera

### Club
Serafin è cresciuto nelle giovanili del GKS Gietrzwałd/Unieszewo, per poi giocare in quelle dell'OKS 1945 Olsztyn e in quelle dello Stomil Olsztyn. Infine, è entrato a far parte delle giovanili del Lech Poznań, compagine per cui ha poi esordito in Ekstraklasa in data 22 febbraio 2015, schierato titolare nella vittoria casalinga per 2-1 arrivata sul Ruch Chorzów. Al termine della stagione, il club si è aggiudicato la vittoria finale del campionato.
In vista dell'annata seguente, Serafin è stato ceduto al GKS Bełchatów, in I liga, con la formula del prestito. Il 1º agosto ha quindi giocato la prima partita con la nuova maglia, impiegato da titolare nella sconfitta interna per 0-1 subita contro lo Stomil Olsztyn. A gennaio 2016 è passato al Bytovia Bytów con la medesima formula, per un anno e mezzo. Il 19 marzo 2016 ha debuttato in squadra, ancora contro lo Stomil Olsztyn, in una partita terminata 0-0. Il 30 luglio 2016 ha trovato il primo gol della sua carriera, nella vittoria per 1-2 in casa dello Znicz Pruszków.
Il 1º agosto 2017 è passato ai norvegesi dell'Haugesund, in prestito fino al 30 giugno 2018. Il 6 agosto ha esordito in Eliteserien, schierato titolare nella sconfitta per 2-1 subita in casa del Sarpsborg 08. Il 5 novembre successivo ha siglato la prima rete, nella sconfitta per 1-3 subita contro lo Strømsgodset. Il 31 gennaio 2018, l'Haugesund ha comunicato che il Lech Poznań ha interrotto anticipatamente il prestito del calciatore, che ha fatto così ritorno alla squadra di appartenenza. Non ha disputato alcun incontro fino al termine della stagione.
Il 27 giugno 2018 è stato ufficializzato il suo passaggio a titolo definitivo al KS Cracovia, in Ekstraklasa. Il successivo 29 luglio è tornato a calcare i campi da calcio polacchi, venendo schierato titolare nella sconfitta per 2-0 in casa della sua ex squadra del Lech Poznań.
Il 12 luglio 2019 è stato ceduto in prestito al Puszcza Niepołomice, in I liga. Il 27 luglio ha debuttato in squadra, nel pareggio interno per 0-0 arrivato con il GKS Jastrzębie. Il 25 luglio 2020 ha realizzato la prima rete, nel 4-0 inflitto al Radomiak Radom.
Il 14 agosto 2020, il Puszcza Niepołomice ha ingaggiato Serafin a titolo definitivo: il giocatore ha firmato un contratto biennale, con opzione per un'ulteriore stagione. Al termine del campionato 2022-2023, la squadra ha centrato la promozione in Ekstraklasa.

## Statistiche

### Presenze e reti nei club
Statistiche aggiornate al 20 febbraio 2024.
| Stagione                   | Club                       | Campionato                 | Campionato | Campionato | Coppe nazionali | Coppe nazionali | Coppe nazionali | Coppe continentali | Coppe continentali | Coppe continentali | Supercoppe | Supercoppe | Supercoppe | Totale | Totale |
| Stagione                   | Club                       | Comp                       | Pres       | Reti       | Comp            | Pres            | Reti            | Comp               | Pres               | Reti               | Comp       | Pres       | Reti       | Pres   | Reti   |
| -------------------------- | -------------------------- | -------------------------- | ---------- | ---------- | --------------- | --------------- | --------------- | ------------------ | ------------------ | ------------------ | ---------- | ---------- | ---------- | ------ | ------ |
| 2014-2015                  | Lech Poznań                | EK                         | 2          | 0          | CP              | 1               | 0               | -                  | -                  | -                  | -          | -          | -          | 3      | 0      |
| lug.-dic. 2015             | GKS Bełchatów              | 1L                         | 15         | 0          | CP              | 1               | 0               | -                  | -                  | -                  | -          | -          | -          | 16     | 0      |
| gen.-giu. 2016             | Bytovia Bytów              | 1L                         | 11         | 0          | CP              | -               | -               | -                  | -                  | -                  | -          | -          | -          | 11     | 0      |
| 2016-2017                  | Bytovia Bytów              | 1L                         | 30         | 3          | CP              | 0               | 0               | -                  | -                  | -                  | -          | -          | -          | 30     | 3      |
| Totale Bytovia Bytów       | Totale Bytovia Bytów       | Totale Bytovia Bytów       | 41         | 3          |                 | 0               | 0               |                    | -                  | -                  |            | -          | -          | 41     | 3      |
| ago.-dic. 2017             | Haugesund                  | ES                         | 10         | 1          | CN              | 1               | 0               | -                  | -                  | -                  | -          | -          | -          | 11     | 1      |
| gen.-giu. 2018             | Lech Poznań                | EK                         | 0          | 0          | CP              | -               | -               | -                  | -                  | -                  | -          | -          | -          | 0      | 0      |
| Totale Lech Poznań         | Totale Lech Poznań         | Totale Lech Poznań         | 2          | 0          |                 | 1               | 0               |                    | -                  | -                  |            | -          | -          | 3      | 0      |
| 2018-2019                  | KS Cracovia                | EK                         | 6          | 0          | CP              | 2               | 0               | -                  | -                  | -                  | -          | -          | -          | 8      | 0      |
| 2019-2020                  | Puszcza Niepołomice        | 1L                         | 32         | 1          | CP              | 1               | 0               | -                  | -                  | -                  | -          | -          | -          | 33     | 1      |
| 2020-2021                  | Puszcza Niepołomice        | 1L                         | 28         | 1          | CP              | 4               | 0               | -                  | -                  | -                  | -          | -          | -          | 32     | 1      |
| 2021-2022                  | Puszcza Niepołomice        | 1L                         | 30         | 0          | CP              | 0               | 0               | -                  | -                  | -                  | -          | -          | -          | 30     | 0      |
| 2022-2023                  | Puszcza Niepołomice        | 1L                         | 32+2       | 2+0        | CP              | 2               | 0               | -                  | -                  | -                  | -          | -          | -          | 36     | 0      |
| 2023-2024                  | Puszcza Niepołomice        | EK                         | 17         | 0          | CP              | 1               | 0               | -                  | -                  | -                  | -          | -          | -          | 18     | 0      |
| Totale Puszcza Niepołomice | Totale Puszcza Niepołomice | Totale Puszcza Niepołomice | 141+2      | 4+0        |                 | 8               | 0               |                    | -                  | -                  |            | -          | -          | 151    | 4      |
| Totale                     | Totale                     | Totale                     | ?          | ?          |                 | ?               | ?               |                    | -                  | -                  |            | -          | -          | ?      | ?      |

## Palmarès

### Club
- Campionato polacco: 1

Lech Poznań: 2014-2015